# إيليا فالوف
إيليا فالوف (بالبلغارية: Илия Вълов)‏ (من مواليد 29 ديسمبر 1961 من كنيزا): حارس مرمى كرة قدم بلغاري سابق. شارك مع المنتخب البلغاري في كأس العالم لكرة القدم 1986.

## روابط خارجية
- إيليا فالوف على موقع اتحاد تركيا (لاعب) (الإنجليزية)
- إيليا فالوف على موقع قاعدة بيانات كرة القدم.إي يو (الإنجليزية)
- إيليا فالوف على موقع ناشيونال فوتبول تيمز (الإنجليزية)
- إيليا فالوف على موقع عالم كرة القدم.نت (الإنجليزية)